# Перн Лембіт Абрамович
Лембіт Абрамович Перн (21 червня 1903, село Есто-Хагінське Медвеженського повіту Ставропольської губернії, тепер село Яшалта, Калмикія, Російська Федерація — 27 березня 1974, місто Москва, тепер Російська Федерація) — радянський військовий діяч, народний комісар оборони Естонської РСР, генерал-лейтенант. Депутат Верховної Ради СРСР 2-го скликань. Кандидат військових наук (1939).

## Біографія
Народився в селянській родині переселенців із Везенберзького повіту Естляндської губернії. У 1914 році закінчив трирічну сільську школу.
У 1915 році вступив до другого класу Воронцово-Миколаївської прогімназії, цього ж року переїхав до Ставрополя, де працював у власника пивного бару і одночасно навчався у чоловічій гімназії. Після закриття гімназії у 1918 році повернувся до села Есто-Хагінське, де допомагав батькам у сільському господарстві, працював продавцем у сільському споживчому товаристві.
У вересні 1919 року став учителем двокласної школи у селі Романівка (біля Есто-Хагінського), потім працював інструктором з ліквідації неписьменності серед дорослого населення. У 1920 році обраний секретарем волосного революційного комітету.
Член РКП(б) з 1921 року.
У 1921 році призначений заступником начальника особливого загону, сформованого у Медвеженському повіті для боротьби із «зеленими» повстанцями.
У березні 1922 року повітовим комітетом РКП(б) направлений до 3-ї об'єднаної Інтернаціональної військової школи. У школі був командиром відділення, секретарем партійного осередку. У січні 1924 року у складі делегації Петроградського військового округу їздив на похорон Леніна, кілька разів стояв у почесній варти.
У вересні 1924 року закінчив військову школу, за наказом Реввійськради СРСР був направлений у місто Рибінськ для проходження військової служби. Служив спочатку командиром взводу 53-го полку 85-ї стрілецької дивізії Московського військового округу. Після навчання в полковій школі переведений до штабу полку і призначений ад'ютантом, через рік за сумісництвом призначений комендантом Рибінська. У 53-му стрілецькому полку служив до травня 1931 року, був командиром взводу, потім командиром роти, заступником начальника штабу полку. У 1926 році обраний секретарем ротного партійного осередку.
У 1928 році склав іспити за середню школу. У серпні 1931 року вступив до Військової академії імені Фрунзе, де під час навчання написав кілька статей з військових питань для газети «Червона зірка» та журналу «Військовий зарубіжник». У квітні 1934 року закінчив Військову академію.
З 1934 по 1936 рік служив начальником інженерної служби дивізії, заступником начальника штабу 85-ї Челябінської ордена Леніна стрілецької дивізії. У 1936 році брав участь у великих всеармійських маневрах у Приволжі.
У 1937 році був зарахований слухачем до Академії Генерального штабу Червоної Армії. Після закінчення академії в 1938 році був залишений в ній старшим викладачем на кафедрі тактики вищих з'єднань. У 1938 році отримав звання доцента. У 1939 році успішно захистив дисертацію на тему форсування водних перешкод, за що йому першому з естонців було присуджено вчений ступінь кандидата військових наук.
Після окупації Естонії військами СРСР у серпні 1940 року призначений на посаду заступника начальника штабу 8-ї армії у Таллінні. За завданням Народного комісара оборони СРСР був головою комісії з прийому діловодства вищих військових органів колишньої Республіки Естонії. Після виконання завдання призначений на посаду начальника штабу 2-го особливого корпусу в Даугавпілсі (Західний особливий військовий округ), а в березні 1941 року штаб корпусу передислокувався в місто Мінськ Білоруської РСР.
З 10 серпня 1941 року перебував на Брянському фронті на посаді начальника штабу 50-ї армії, створеної на базі 2-го стрілецького корпусу. Армія вела тоді важку боротьбу з німецькими військами на Московському напрямку, з боями вийшла з оточення і до грудня 1941 року брала участь в обороні Тули, відбиваючи атаки 2-ї танкової армії Вермахту. Під час оборонних боїв під Тулою 17 вересня 1941 року Лембіт Перн був поранений уламком снаряда, але залишився у строю. Під час контрнаступу радянських військ під Москвою у грудні 1941 та січні 1942 року Перн був керівником оперативної групи Генерального штабу, допомагаючи організовувати управління та постачання в оперативних об'єднаннях лівого крила Західного фронту.
18 січня 1942 року був призначений начальником штабу 59-ї армії Волховського фронту. До 16 квітня 1942 року керував обороною штабу армії під час бойових дій біля Ленінграда. 27 березня 1942 року отримав третє по рахунку поранення і провів деякий час у шпиталі. 28 квітня 1942 року Лембіт Перн був викликаний до Генерального штабу та направлений у розпорядження ЦК КП(б) Естонії. У травні та червні 1942 року командував 249-ю, а потім 7-ю Естонськими стрілецькими дивізіями в Уральському військовому окрузі. У серпні 1942 року дивізії передислокувалися до Московського військового округу, де 25 серпня 1942 року було сформовано 8-й Естонський стрілецький корпус, командиром якого був призначений Лембіт Перн. 8-й Естонський стрілецький корпус, яким командував Перн до закінчення війни, знаходився в діючій армії у складі Калінінського, Ленінградського та 2-го Прибалтійського фронтів. 
З 29 червня 1945 року — народний комісар оборони Естонської РСР (з 1947 року — міністр збройних сил Естонської РСР). З серпня 1947 року — військовий комісар Естонської РСР.
З червня 1948 року навчався на Вищих академічних курсах при Військовій академії Генерального штабу імені Ворошилова у Москві, які закінчив у травні 1949 року. Ще до закінчення навчання у березні 1949 року призначений старшим викладачем цієї академії. У січні 1955 року переведений на посаду старшого викладача кафедри стратегії, з вересня 1955 року — кафедри стратегії та оперативного мистецтва. З лютого 1958 року був старшим викладачем кафедри оперативного мистецтва. За період роботи в академії написав понад 20 великих наукових праць — військово-теоретичні роботи в галузі форсування водних перешкод, перегрупування військ та організації роботи вищих штабів.
Вийшов у відставку 1 січня 1965 року. З червня 1965 по 1971 рік — старший науковий співробітник одного з інститутів військових наук. Написав книгу мемуарів «У вихорі воєнних років» (естонською та російською мовами).
Помер 27 березня 1974 року в Москві, похований на Новодівочому цвинтарі Москви.

## Звання
- полковник (20.02.1938)
- генерал-майор (7.10.1941)
- генерал-лейтенант (15.09.1943)

## Нагороди та відзнаки
- орден Леніна (30.04.1947)
- три ордени Червоного Прапора (31.08.1941, 3.11.1944, 20.04.1953)
- орден Кутузова І ст. (5.10.1944)
- орден Суворова ІІ ст. (29.06.1945)
- орден Червоної Зірки (28.10.1967)
- орден «Знак Пошани» (16.08.1936)
- медаль «XX років Робітничо-Селянській Червоній Армії» (1938)
- медаль «За оборону Москви»
- медаль «За перемогу над Німеччиною у Великій Вітчизняній війні 1941—1945 рр.»
- медалі
- Почесний громадянин міста Таллінна
- Почесний громадянин міста Великі Луки (8.05.1965)